# Cordoncino

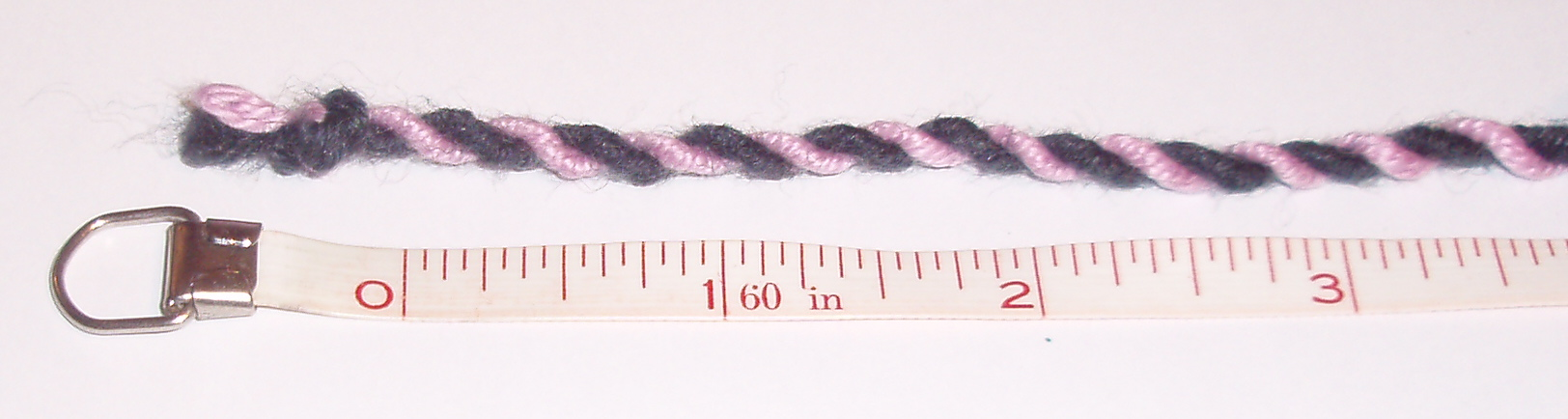
Cordoncino bicolore

Il cordoncino è un tipo di cordame, via di mezzo tra una piccola corda e un filo grosso. Simile allo spago, ma più rifinito e liscio, resistente ma elegante. È costruito da più trefoli, ben torti, che vengono ritorti di nuovo assieme in modo da dare corpo a un filo con la costolatura della torsione ben evidente. 
Viene usato con funzione strutturale di legatura come stringa o laccio e con funzione decorativa per fiocchi, bordure e come passamaneria. 
Non è un filato in quanto non si usa per la tessitura o la maglieria, il filato che più gli assomiglia, per l'aspetto evidentemente ritorto,  si chiama cordonetto. 
Viene realizzato con molti materiali, in cotone, seta e sempre più comunemente con le fibre sintetiche.